# Bal masqué à Scotland Yard
Pour plus de détails, voir Fiche technique et Distribution.
Bal masqué à Scotland Yard (Ballo in maschera da Scotland Yard en italien, Maskenball bei Scotland Yard en allemand) est un film italo-autrichien réalisé par Domenico Paolella et sorti en 1963.

## Synopsis
Agostino Celli, qui a l'air un peu bête mais aimable, est considéré comme fou, car il affirme qu'il a développé un appareil avec lequel on peut intervenir dans l'émission de télévision au moment de sa diffusion, et il est envoyé dans un hôpital psychiatrique. Seul son ami, le publicitaire Giorgio Bonetti, le croit et fait donc tout pour tirer son ami de cette situation. À peine en liberté, Agostino utilise immédiatement son invention, au profit de la tante de Giorgio, qui possède une petite fabrique de gâteaux.
Avec son invention révolutionnaire, Agostino utilise maintenant le programme télévisé pour stimuler la vente décourageante de pâtisseries de la tante et promouvoir les produits. Le succès de l'invention d'Agostino pousse bientôt le sinistre M. Funke à vouloir voler l'invention en se faisant passer pour un représentant de la chaîne de télévision. L'arme secrète de Funke est la séduisante Brenda, qui s'accroche rapidement aux talons de Giorgio et Agostino. Mais la blonde tombe amoureuse de Giorgio. Elle aide ainsi à apporter les gâteaux chez les ménagères. Pendant ce temps, la police n'est pas oisive et mène la chasse aux deux fauteurs de troubles.

## Fiche technique
- Titre français : Bal masqué à Scotland Yard[1]
- Titre italien : Ballo in maschera da Scotland Yard
- Titre allemand : Maskenball bei Scotland Yard — Die Geschichte einer unglaublichen Erfindung
- Réalisation : Domenico Paolella assisté de Tersicore Kolosoff
- Scénario : Edoardo Anton, Mario Amendola, Giuseppe Mangione
- Musique : Johannes Fehring
- Direction artistique : Wolf Witzemann
- Photographie : Franco Villa
- Montage : Hermine Diethelm
- Production : Carl Szokoll, Franz Antel
- Société de production : Neuer Delta-Film, Telefilm Europa
- Société de distribution : Nora-Filmverleih
- Pays d'origine :  Autriche,  Italie
- Langue : allemand
- Format : noir et blanc - 1,66:1 - mono - 35 mm
- Genre : comédie policière
- Durée : 90 minutes
- Dates de sortie :
  -  Allemagne : 23 août 1963.
  -  France : 2 décembre 1966[1].

## Distribution
- Bill Ramsey : Agostino Celli
- Stelvio Rosi : Giorgio Bonetti
- France Anglade : Brenda
- Raoul Retzer : Funke
- Elisabeth Stiepl : La tante
- Trude Herr : Maddalena
- Carlo Delle Piane : Matteo
- Rudolf Carl : le psychiatre
- Herbert Fux : le policier

Ainsi que dans leurs propres rôles : Rex Gildo, Hannelore Auer, Edith Peters, Joyce Peters, Alice Kessler, Ellen Kessler, Peppino di Capri